# Петър Семерджиев
 Тази статия е за българският политик.  За войводата от ВМОРО вижте Петър Самарджиев.  
Петър Илиев Семерджиев е български политик от РМС и БРП (к). През 50-те, по време на първоначалното насилствено установяване на комунистически режим в България, Петър Семерджиев е репресиран от тоталитарните власти. По-късно, едва през 1973 г., той успява да емигрира в Израел, където остава до края на дните си. Петър Семерджиев умира през 2008 г. в Ерусалим на 90 години.

## Биография
Петър Семерджиев е роден на 16 юли 1917 г. в град Ямбол. Като ученик е деен член на РМС, поради което е изключен от Ямболската гимназия през 1932 г. През 1935 г. прави постъпки и му е разрешено да продължи образованието си в гимназията в Сливен. Там е ръководител на ученическата организация на РМС.
След завършване на гимназията през 1938 г. постъпва като студент в Юридическия факултет на Софийския университет „Свети Климент Охридски“, а след това в Историко-филологическия факултет. Завършва испанска филология. Привлечен е за сътрудник на ЦК на РМС, където е натоварен от Титко Черноколев да създаде бюро за ръководство на ученическите организации в страната. От 1940 г. е член на БРП (к).

### Участие в Съпротивителното движение (1941 – 1944)
Участва в Съпротивителното движение по време на Втората световна война. През месец март 1941 г. е арестуван и интерниран в лагера „Гонда вода“ край Асеновград. По това време в лагера са интернирани известните функционери на БРП (к) Владо Тричков, Йонко Панов, Борис Копчев и Петко Кунин. Преместен е в лагера „Кръсто поле“. От ноември 1943 г. е секретар на окръжния комитет на БРП (к) в Сливен. От март 1944 г. е партизанин в сливенския отряд „Хаджи Димитър“. Активен участник в установяване на властта на „Отечествения фронт“ в Сливен на 9 септември 1944 г.

### След 9 септември 1944 г.
Веднага след 9 септември е назначен за секретар в ОК на БКП (Сливен). През 1946 г. е привлечен на работа в апарата на ЦК на БКП. През 1948 г. на V-я конгрес на БРП (к) става най-младият кандидат-член на ЦК на БРП (к).

### Репресия
През 1950 г. във връзка с процеса на Трайчо Костов е изключен от партията. След това е арестуван и подложен на мъчения в следствието на ДС.
Ето какво казва самия Семерджиев за методите на следствие в ДС:
| „ | „Следствието основно се различаваше от методите на старата полиция с възприемането на японския метод на мъчения – слагат те на столче без облегалка и ти връзват ръцете горе над врата. Така те държат едно-две денонощия. Като паднеш, те слагат на колене, като ти подпрат главата в стената. Следователите искаха да призная, че съм участник в групата на Трайчо Костов, как съм бил завербуван в нея, защото съм бил противник на комунистическата власт и агент на полицията. Като не признаеш, следователите си пишат тяхното обвинение. Така стана и с мен“. | “ |

Изолиран е в единична килия във Варненския затвор в отделението за осъдени на смърт. По-късно е преместен в затвора в Шумен, откъдето с група осъдени комунисти са изпратени в лагера в Белене. Семерджиев си спомня за Белене:
| „ | „Там бях повече от година. Настаниха ни по 30 души в наказателни отделения. Извършвахме тежка физическа работа – копаехме и носехме камъни. Бяхме облечени всеки със своите дрехи и онова, което беше останало от тях на гърба ни. Там режимът беше най-тежък, не може да се сравнява с никой друг лагер. Никакви свиждания, никакви писма. Никаква връзка с никого. Тогава си мислех, че всичко е свършено“. | “ |

През май 1951 година получава тежка присъда за „съучастничество“ с Трайчо Костов. След 1956 г. е освободен, но не е реабилитиран. В III управление на Държавна сигурност за борба с контрареволюцията му е открита разработка за наблюдение под псевдоним „Провокатор“, следено е с кого се среща и какво говори.
Благодарение на приятелството си с директора на „Българска фотография“ Петър Богданов започва работа във „Фотоиздат“ където работи до 1964 г. Петър Богданов е първият ръководител на контраразузнаването, отделение „Б“ на Държавна сигурност след 9 септември 1944 г. Арестуван и измъчван от следователите в Държавна сигурност в продължение на две години и е осъден на 15 години затвор по обвинение, че участва в тайна организация, ръководена от Трайчо Костов, целяща да събори народната власт. Двамата запазват приятелските си отношения дори когато Семерджиев живее в емиграция.
През 1957 г. делото срещу Петър Семерджиев е преразгледано от Върховния съд на НРБ и е анулирано, като материалите са унищожени. След 1964 г. напуска „Фотоиздат“. Стенографира и пише на машина трудовете на съпругата си Ема Герон (професор по спортна психология във „ВИФ Г. Димитров“).

### Емиграция
На 15 юни 1973 г. получава разрешение да придружи съпругата си на конгрес на Международния съюз по психология на спорта в Испания, където тя е избрана за зам.-председател. Още преди тръгването си те решават да не се връщат, решение, което не споделят дори със сина си, който остава в България. От Испания емигрират в Израел, където съпругата му има роднини.
Едни от първите разкрития, които прави по западните радиостанции са свързани с биографията и ролята на Георги Димитров в БКП и комунистическото движение, които влизат в книгата му „Георги Димитров – мит и действителност“. Това веднага го превръща в един от най-изявените противници на властта в НРБ и мерките срещу него не закъсняват. Срещу Петър Семерджиев и съпругата му Ема Герон е впрегната машината на Държавна сигурност. Лишен е от права и имуществото му е конфискувано. През май 1975 г. Софийският градски съд му издава задочна присъда от 10 години затвор за отказа му да се завърне в страната и за поставяне „в услуга на чужда организация – радио „Свободна Европа“, за да ѝ служи във вреда на НРБ“.
През 80-те години Петър Семерджиев редовно излъчва спомени за исторически събития в предаванията на Българската редакция на БиБиСи – Лондон.

## Книги
- Истината за Георги Димитров
- Руската империя и Съветският съюз в съдбата на България: Съветско-българските отношения 1918 – 1943, Том 1, 2[2][3]
- Народният съд в България 1944 – 1945: Кому и защо е бил необходим
- Петър Семерджиев Спомени